# 썸바디
썸바디는 엠넷에서 방영했던 로맨스 예능 프로그램이다.

## 시즌 1 출연자
- 서재원
- 정연수
- 이수정
- 이주리
- 맹이슬
- 오홍학
- 김승혁
- 한선천
- 의진
- 나대한

## 시즌 2 출연자
- 이예나
- 김소리
- 장준혁
- 박세영
- 이우태
- 최예림
- 윤혜수
- 송재엽
- 이도윤
- 강정무

## 편성 변경

### 2019년
- 2월 1일 : 설 특집으로 스페셜 방송으로 대체.

## 같이 보기
- en:Dating_game_show
- en:Category:South_Korean_dating_and_relationship_reality_television_series